# Slotkerk (Varel)
De Slotkerk (Schlosskirche) is een luthers kerkgebouw in Varel (Nedersaksen).

## Geschiedenis

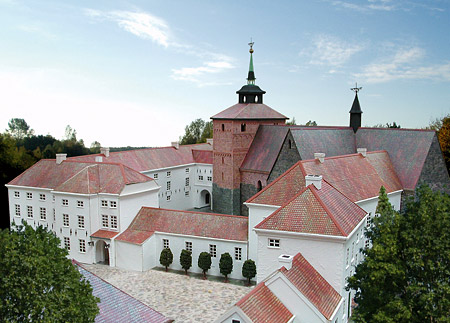
Model van de kerk met de in de 19e eeuw gesloopte slotgebouwen

De kerk werd als rechthoekige zaalkerk met muren van graniet in de middeleeuwen op de hoogste plaats van de stad gebouwd en verving destijds een klein houten bedehuis. Na 1650 werd het kerkgebouw een deel van het door de graven van Varel gebouwde slot. De grafelijke familie had in het slot een eigen kapel, maar bezat ook een herenbank en een grafkelder in de kerk. Na een grote brand in 1870 werden de slotgebouwen afgebroken. De hoogstwaarschijnlijk aan de apostel Petrus gewijde kerk stond geleidelijk aan steeds meer ter beschikking aan de gemeente. Het oudste deel van de Slotkerk is te herkennen aan de onregelmatig gehouwen granieten veldstenen in het muurwerk van het kerkschip.
Vanaf 1992 werden het gebouw en het interieur stapsgewijs gerestaureerd. Bij deze restauratie werd voor de monumentenzorg belangrijke kennis opgedaan. Dankzij de financiële offers van de Lutherse kerk in Oldenburg, de deelstaat Nedersaksen, de burgers van de stad en veel regionale organisaties kan de Slotkerk als een van de belangrijkste monumenten in de regio weer een hele poos mee.

## Architectuur en inventaris
De zware toren werd in de eerste helft van de 13e eeuw aan het kerkschip gebouwd. Oorspronkelijk betrof het een romaans westwerk met dubbele torens. Na verwoestingen van de bovenste torendelen werden ze niet herbouwd en pas in de 18e eeuw werden de overgebleven rompen in de huidige vorm onder één dak samengebracht. Binnen en vanuit het oosten zijn de beide torenstompen, waarin vijf kerkklokken hangen, nog goed te herkennen. De onderbouw bestaat uit een toegangshal en een daarboven liggende loge. De kruisvorm van de Slotkerk werd in de 15e eeuw door de bouw van een dwarsschip en een oostelijk koor gerealiseerd.
Alle bouwfasen zijn ook tegenwoordig zowel buiten als binnen nog goed te volgen.

## Münstermann-altaar
De protestantse graaf Anton II van Delmenhorst liet door de beeldhouwer Ludwig Münstermann uit Hamburg de kerk voorzien van een nieuw altaarstuk, een nieuwe kansel en het doopvont. Het bijna 10 meter hoge eiken altaar geldt als een van de belangrijkste kunstwerken van het Noord-Duitse maniërisme.

## Orgel
Het kerkorgel werd in 1978 door de orgelbouwer Karl Schuke uit Berlijn gebouwd. Het neogotische front stamt nog van de voorganger, een tweemanualig orgel, dat in 1861 door Philipp Furtwängler werd gebouwd. Van een oudere orgelkas uit 1615 stammen de twee wapendragende leeuwen links en recht van de middelste pedaaltoren. Een eveneens uit 1615 stammend Apollobeeld staat tegenwoordig op de beeldenafdeling van de Staatsmusea Pruisisch Kultuurbezit te Berlijn-Dahlem. Het orgel uit 1978 bezit 46 registers verdeeld over drie manualen en pedaal. De speeltracturen zijn elektrisch (sleepladen), de registertracturen en koppels eveneens.